# U-Bahnhof Ritterstraße

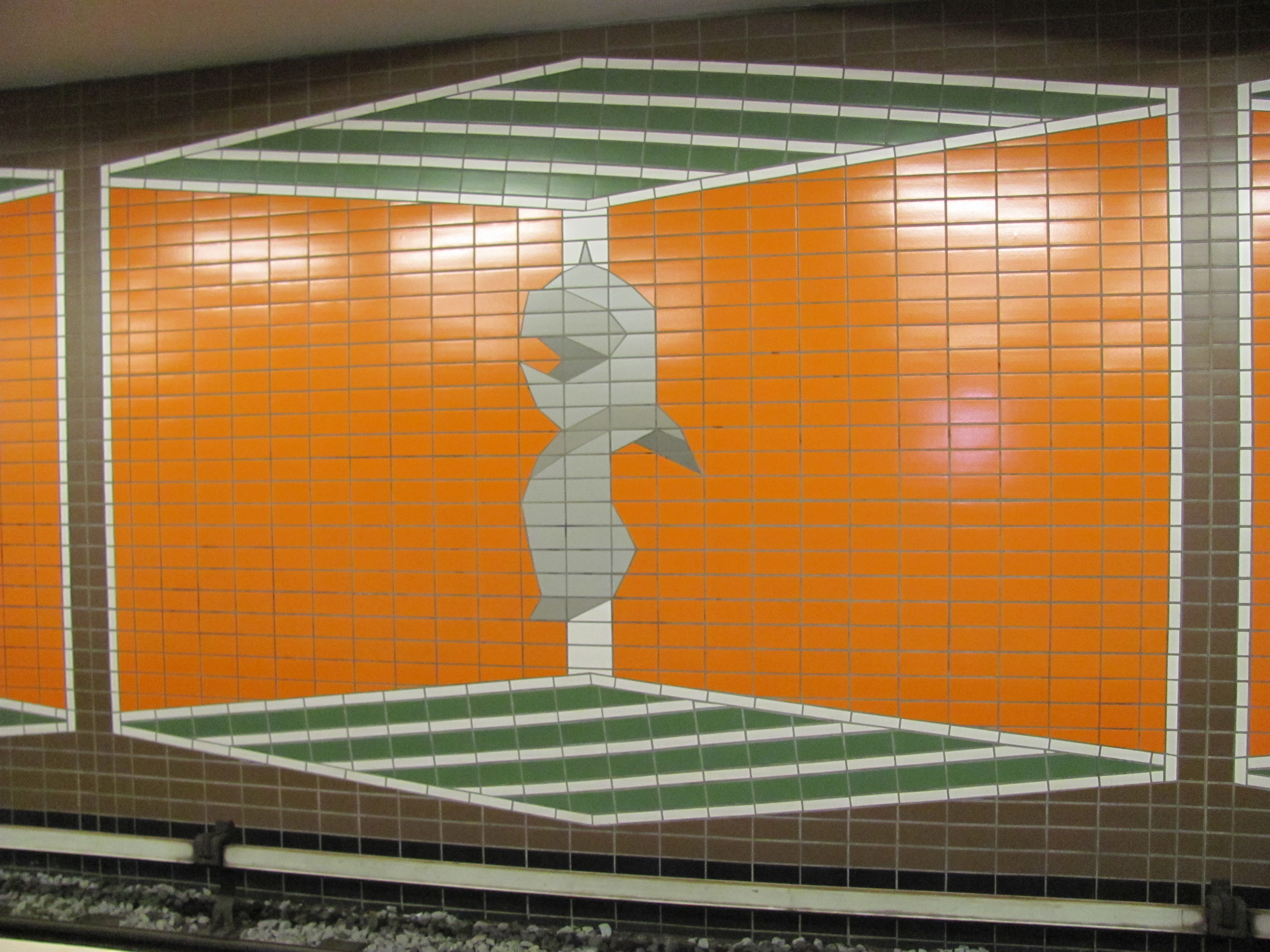
Wandfliesen

Der U-Bahnhof Ritterstraße ist eine Tunnel-Haltestelle der Hamburger U-Bahn-Linie U1 im Stadtteil Eilbek. Das Kürzel der Station bei der Betreiber-Gesellschaft Hamburger Hochbahn lautet „RI“. Der U-Bahnhof hat täglich etwa 13.000 Ein- und Aussteiger (Mo–Fr, 2019).

## Aufbau
Der U-Bahnhof Ritterstraße liegt in zweifacher Tieflage unterhalb der Wandsbeker Chaussee, etwa zwischen dem Ruckteschellweg im Osten und der namensgebenden Ritterstraße im Westen. An beiden Enden des Mittelbahnsteigs führen Treppen in Vorhallen, von denen aus jeweils zwei Ausgänge an die Oberfläche führen.
Die beiden Nachbarstationen Wartenau und Wandsbeker Chaussee liegen jeweils etwa 800 Meter entfernt.

### Östliche Vorhalle
In der östlichen Vorhalle gibt es nur zwei Fahrkartenautomaten und zwei Zugänge: Der nördliche Zugang führt an die Wandsbeker Chaussee. Hier befinden sich einige Einzelhandelsgeschäfte. Der südliche Zugang führt an die Einmündung des Ruckteschellwegs in die Wandsbeker Chaussee.

### Westliche Vorhalle
In der westlichen Vorhalle gibt es vier Zugänge, welche jedoch alle östlich der Kreuzung mit der Ritterstraße liegen. In der Vorhalle befindet sich eine 1959 vom Künstler Georg Engst geschaffene Edelstahl-Plastik, welche eine Gruppe von Rittern zeigt. Ein Aufzug verbindet die westliche Vorhalle mit dem Bahnsteig, ein weiterer mit der Südseite der Wandsbeker Chaussee.

## Geschichte
Die Station Ritterstraße wurde am 28. Oktober 1962 in Betrieb genommen, schon an den beiden Tagen davor konnten Besucher während der Eröffnungsfeier die Haltestelle kostenlos besichtigen.
1987 wurde die Anlage umfassend renoviert und dabei unter anderem auch die heutigen Wandfliesen im auffälligen Rautenmuster angebracht. 2007 wurde der Haltestellenwärterraum abgerissen.
Immer wieder gab es Forderungen die Station umzubenennen, zuletzt ausgehend von der Bezirksversammlung Wandsbek. Als neuer Name wurde Eilbek vorgeschlagen, um den gleichnamigen Stadtteil, in dem die Haltestelle liegt, bekannter zu machen.
Am 19. März 2018 wurde mit den Arbeiten für den barrierefreien Ausbau begonnen, der am 2. August 2019 abgeschlossen wurde. Zu diesem Zweck wurde die Strecke im Sommer 2018 für mehrere Wochen gesperrt. Der barrierefreie Ausbau umfasste den Einbau von zwei Aufzügen, die Erhöhung des Bahnsteiges und die Einrichtung eines taktilen Leitsystemes für sehbehinderte Menschen. Für den Ausbau wurden 3,9 Millionen Euro investiert.

## Verkehrsanbindung
Mit der Haltestelle Richardstraße ist die MetroBus-Linie 16 (Rahlstedt – Farmsen – Eilbek – Hauptbahnhof – St. Pauli – Altona – Elbe-Einkaufszentrum – Rugenfeld) und der Haltestelle Eilbeker Weg sind die Stadtbuslinie 261 (Barmbek – Wandsbek – Horn – Berliner Tor) und die XpressBus-Linie X22 (Jenfeld – Wandsbek – Winterhude – Eppendorf – Hagenbecks Tierpark) an die U-Bahnhaltestelle angeschlossen.
Montags bis freitags hält hier als Ersatz für die U1 die Nachtbuslinie 608 (St. Pauli – Rathausmarkt – Wandsbek – Rahlstedt).
Am südwestlichen Zugang befindet sich zudem eine Entleihestation des Hamburger StadtRAD-Systems.
| Linie | Verlauf |
| ----- | --- |
| U 1   | Norderstedt Mitte – Richtweg – Garstedt – Ochsenzoll – Kiwittsmoor – Langenhorn Nord – Langenhorn Markt – Fuhlsbüttel Nord – Fuhlsbüttel – Klein Borstel – Ohlsdorf – Sengelmannstraße (City Nord) – Alsterdorf – Lattenkamp (Sporthalle) – Hudtwalckerstraße – Kellinghusenstraße – Klosterstern – Hallerstraße – Stephansplatz (Oper/CCH) – Jungfernstieg – Meßberg – Steinstraße – Hauptbahnhof Süd – Lohmühlenstraße – Lübecker Straße – Wartenau – Ritterstraße – Wandsbeker Chaussee – Wandsbek Markt – Straßburger Straße – Alter Teichweg – Wandsbek-Gartenstadt – Trabrennbahn – Farmsen – Oldenfelde – Berne – Meiendorfer Weg – Volksdorf / Streckenast Ohlstedt – Buckhorn – Hoisbüttel – Ohlstedt \ Streckenast Großhansdorf – Buchenkamp – Ahrensburg West – Ahrensburg Ost – Schmalenbeck – Kiekut – Großhansdorf |